# Edificio Plastibar
El edificio Plastibar es un inmueble proyectado por el arquitecto Xosé Bar Boo en 1957 y situado en el número 27 de la calle Marqués de Valladares, en la ciudad de Vigo, España. Está considerada una de las obras arquitectónicas más logradas de la segunda mitad del siglo XX en Galicia, marcando el abandono de las prácticas conservadoras de posguerra y el retorno a los principios del Movimiento Moderno en el país.

## Descripción
Esta obra fue la primera del arquitecto Xosé Bar Bóo, quien comenzó el proyecto antes de obtener su título. El programa, que combina locales comerciales, oficinas y viviendas, se resuelve mediante un sencillo pero eficaz juego volumétrico, siguiendo los principios del Movimiento Moderno.
La fachada refleja el uso de los espacios interiores, diferenciandose los locales comerciales, oficinas y viviendas. En ella sobresale el revestimiento con grandes losas de piedra, elementos que, ya en esta temprana obra, se convertirían en una de las constantes obsesiones de Bar Boo. Las viviendas se conciben como “reminiscencias de chalets” —según palabras del propio autor—: unidades unifamiliares superpuestas, abiertas a una terraza-jardín y dotadas de gran riqueza espacial en su interior. El patio central se abre de forma gradual en altura, generando una secuencia de terrazas escalonadas que permiten que la luz y ventilación llegue a los espacios interiores.